# Рамзи, Ибрахим
Ибрахим Рамзи (араб. إبراهيم رمزي  ‎);
(1884, Эль-Мансура, Египетский хедиват — 1949, Каир, Королевство Египет) — египетский драматург, поэт, писатель
, публицист, переводчик.

## Биография
Обучался в Дамаске и Лондоне. Изучал медицину в Лондоне, одновременно интересовался западной литературой. Служил переводчиком в гражданском суде Хартума.
Сотрудничал в газетах «Аль-Лива», «Аль-Балага аль-мисрия», активно выступая в защиту национально-освободительного движения. Работал главным редактором литературного раздела газеты «Аль-Балага аль-мисрия».
Некоторое время был сотрудником Министерства финансов и образования Египта. Работал инспектором в колледжах для учителей, со временем был назначен секретарём Высшего комитета по стипендиям. Затем подал в отставку и был уволен.
Занялся литературной деятельностью.

## Творчество
Был одним из первых, кто попытался внедрить новые жанры в литературе Египта. Внёс большой вклад в области исторического повествования.
Автор около 20 пьес в стихах, в основном исторического содержания, о событиях эпохи арабского средневековья: «Азза, дочь халифа» (1916), «аль-Хаким бен Амраллах» (1917), «Бедуинка» (1918); нескольких социальных комедий, романа «Ворота луны» (1936) о зарождении ислама.
Занимался переводами произведений западноевропейской литературы, в том числе «Король Лир» (1932) У. Шекспира, «Враг народа» (1932) Г. Ибсена, «Цезарь и Клеопатра» (1934) Б. Шоу.